# Lista de futebolistas do Sport Lisboa e Benfica

## Temporada de 1995–96
| Número       | Nome               | Posição      | Jogos | Golos |
| ------------ | ------------------ | ------------ | ----- | ----- |
| Guarda redes |                    |              |       |       |
| 1            | Michel Preud'homme | Guarda Redes | 30    | 0     |
| 12           | Veiga              | Guarda Redes | 2     | 0     |
| 2            | Ricardo Gomes      | Defesa       | ?     | ?     |
| 5            | Paredão            | Defesa       | 2     | 0     |

| nº | Nome             | Posição      | Proveniente de: |
| 1  | Moreira          | Guarda-Redes |                 |
| 24 | Nuno Santos      | Guarda-Redes |                 |
| -  | Éder             | Defesa       |                 |
| 5  | Cristiano        | Defesa       |                 |
| 23 | Miguel           | Defesa       |                 |
| 32 | Hélder Cristóvão | Defesa       |                 |
| 33 | Ricardo Rocha    | Defesa       |                 |
| 7  | Anders Andersson | Médio        |                 |
| 8  | Roger            | Médio        |                 |
| 10 | Zlatko Zahovic   | Médio        |                 |
| 26 | Petit            | Médio        |                 |
| 30 | Tiago            | Médio        |                 |
| -  | Geovanni         | Avançado     |                 |
| 9  | Mantorras        | Avançado     |                 |
| 20 | Simão            | Avançado     |                 |
| 21 | Nuno Gomes       | Avançado     |                 |
| 25 | Tomo Sokota      | Avançado     |                 |
| 28 | Carlitos         | Avançado     |                 |

### Transferência
|          | Data                | Jogador | Clube    |
| Entradas |                     |         |          |
|          | 1 de Agosto de 2002 | Petit   | Boavista |

## 2003-04

### Plantel
| nº | Nome             | Posição      | Proveniente de: |
| 1  | Moreira          | Guarda-Redes |                 |
| 3  | Argel Fuks       | Defesa       |                 |
| 4  | Luisão           | Defesa       |                 |
| 5  | Cristiano        | Defesa       |                 |
| 14 | Fyssas           | Defesa       |                 |
| 19 | Alex             | Defesa       |                 |
| 23 | Miguel           | Defesa       |                 |
| 32 | Hélder Cristóvão | Defesa       |                 |
| 33 | Ricardo Rocha    | Defesa       |                 |
| 47 | João Pereira     | Defesa       |                 |
| 7  | Anders Andersson | Médio        |                 |
| 8  | Roger            | Médio        |                 |
| 10 | Zlatko Zahovič   | Médio        |                 |
| 16 | Fernando Aguiar  | Médio        |                 |
| 26 | Petit            | Médio        |                 |
| 30 | Tiago            | Médio        |                 |
| 37 | Manuel Fernandes | Médio        |                 |
| 9  | Mantorras        | Avançado     |                 |
| 11 | Geovanni         | Avançado     |                 |
| 20 | Simão            | Avançado     |                 |
| 21 | Nuno Gomes       | Avançado     |                 |
| 25 | Tomislav Šokota  | Avançado     |                 |
| 29 | Miklós Fehér     | Avançado     |                 |

### Transferência
|          | Data                 | Jogador | Clube         |
| Entradas |                      |         |               |
|          | 1 de Janeiro de 2004 | Fyssas  | Panathinaikos |

## 2004-05

### Plantel
| nº | Nome              | Posição      | Proveniente de: |
| 1  | Moreira           | Guarda-Redes |                 |
| 12 | Quim              | Guarda-Redes |                 |
| 4  | Luisão            | Defesa       |                 |
| 13 | Alcides           | Defesa       |                 |
| 14 | Fyssas            | Defesa       |                 |
| 18 | Manuel Dos Santos | Defesa       |                 |
| 23 | Miguel            | Defesa       |                 |
| 33 | Ricardo Rocha     | Defesa       |                 |
| 47 | João Pereira      | Defesa       |                 |
| 5  | Paulo Almeida     | Médio        |                 |
| 6  | Petit             | Médio        |                 |
| 8  | Bruno Aguiar      | Médio        |                 |
| 15 | Nuno Assis        | Médio        |                 |
| 19 | Everson           | Médio        |                 |
| 37 | Manuel Fernandes  | Médio        |                 |
| 7  | Carlitos          | Avançado     |                 |
| 9  | Mantorras         | Avançado     |                 |
| 11 | Geovanni          | Avançado     |                 |
| 20 | Simão             | Avançado     |                 |
| 21 | Nuno Gomes        | Avançado     |                 |
| 22 | Azar Karadas      | Avançado     |                 |
| 25 | Tomislav Šokota   | Avançado     |                 |
| 34 | Andrija Delibašić | Avançado     |                 |

### Transferência
|          | Data                  | Jogador    | Clube     |
| Entradas |                       |            |           |
|          | 10 de Janeiro de 2005 | Nuno Assis | Guimarães |
|          | 10 de Março de 2004   | Alcides    | Santos    |

## 2005-06

### Plantel
| N°           |               | Nome                               | Posição      | Proveniente de:             |
| Guarda-redes | Guarda-redes  | Guarda-redes                       | Guarda-redes | Guarda-redes                |
| ------------ | ------------- | ---------------------------------- | ------------ | --------------------------- |
| 1            | Portugal      | José Filipe da Silva Moreira       | GR           | Sport Comércio e Salgueiros |
| 12           | Portugal      | Joaquim Manuel S. Silva, dito Quim | GR           | Sporting Clube de Braga     |
| 13           | Brasil        | Marcelo Moretto de Souza           | GR           | Vitória de Setúbal          |
| 43           | Portugal      | Rui Nereu                          | GR           | Benfica B                   |
| 41           | Portugal      | Bruno Costa                        | GR           | Benfica B                   |
| Defesas      |               |                                    |              |                             |
| 22           | Cabo Verde    | Nélson Augusto Tomar Marcos        | DD/MAD       | Boavista FC                 |
| 27           | Portugal      | João Pedro da Silva Pereira        | DD           | Benfica B                   |
| 36           | Portugal      | Tiago Henrique Damil Gomes         | DD           | Benfica B                   |
| 4            | Brasil        | Anderson R. L. Silva Luisão        | DC           | Cruzeiro Esporte Clube      |
| 13           | Brasil        | Alcides Eduardo M. Araújo Alves    | DC           | Santos FC                   |
| 5            | Brasil        | Leonardo Lourenço Bastos           | LE           | Santos FC                   |
| 3            | Brasil        | Anderson Cléber Beraldo            | DC           | Corinthians                 |
| 33           | Portugal      | Ricardo Sérgio Rocha Azevedo       | DC           | Sporting Clube de Braga     |
| Médios       |               |                                    |              |                             |
| 6            | Portugal      | Armando G. Teixeira "Petit"        | M Def.       | Boavista Futebol Clube      |
| 8            | Portugal      | Bruno João Morais Aguiar           | MC           | Futebol Clube de Alverca    |
| 16           | Brasil        | Gilberto Galdino dos Santos Beto   | MC           | Beira-Mar                   |
| 14           | Portugal      | Manuel Henriques T. Fernandes      | MC           | Benfica B                   |
| 15           | Portugal      | Nuno Assis Lopes Almeida           | MO           | Vitória Sport Clube         |
| 10           | Grécia        | Giorgios Karagounis                | MO           | Inter de Milão              |
| Avançados    |               |                                    |              |                             |
| 7            | Portugal      | Carlos A. A. Garcia "Carlitos"     | M\Ext. D     | Estoril-Praia               |
| 9            | Angola        | Pedro Manuel Torres "Mantorras"    | MC\A         | Futebol Clube de Alverca    |
| 11           | Brasil        | Geovanni Deiberson Maurício        | MO\Ext. D    | FC Barcelona                |
| 20           | Portugal      | Simão Pedro Fonseca Sabrosa        | Ext.ED       | FC Barcelona                |
| 28           | Portugal      | Hélio Roque                        | Ext.EDC      | Benfica B                   |
| 21           | Portugal      | Nuno Miguel S. P. Ribeiro "Gomes"  | A\PL         | A.C.F. Fiorentina           |
| 30           | Itália        | Fabrizzio Miccoli                  | A\PL         | Juventus F.C.               |
| 17           | Rússia        | Andrei Karyaka                     | Ext\EDC      | Krylia                      |
| 19           | Brasil        | Marcel Ortelan                     | A\PL         | Académica de Coimbra        |
| 34           | França        | Laurent Robert                     | A\Ext        | Portsmouth                  |
| Treinador    |               |                                    |              |                             |
|              | Países Baixos | Ronald Koeman                      |              | Ajax de Amsterdão           |

## 2006-07

### Plantel
| N°           |              | Nome                                | Posição      | Proveniente de:               |
| Guarda-redes | Guarda-redes | Guarda-redes                        | Guarda-redes | Guarda-redes                  |
| ------------ | ------------ | ----------------------------------- | ------------ | ----------------------------- |
| 1            | Portugal     | José Filipe da Silva Moreira        | GR           | Sport Comércio e Salgueiros   |
| 12           | Portugal     | Joaquim Manuel S. Silva, "Quim"     | GR           | Sporting Clube de Braga       |
| 13           | Brasil       | Marcelo Moretto de Souza            | GR           | Vitória de Setúbal            |
| 43           | Portugal     | Rui Nereu                           | GR           | Benfica B                     |
| 41           | Portugal     | Bruno Costa                         | GR           | Benfica B                     |
| Defesas      |              |                                     |              |                               |
| 22           | Portugal     | Nélson Augusto Tomar Marcos         | LD/LE        | Boavista FC                   |
| 36           | Portugal     | Tiago Henrique Damil Gomes          | LE           | Benfica B                     |
| 4            | Brasil       | Anderson R. L. Silva, "Luisão"      | DC           | Cruzeiro Esporte Clube        |
| 13           | Brasil       | Alcides Eduardo M. Araújo Alves     | DC/LD        | Santos FC                     |
| 5            | Brasil       | Leonardo Lourenço Bastos, "Leo"     | LE           | Santos FC                     |
| 3            | Brasil       | Anderson Cléber Beraldo             | DC           | Corinthians                   |
| 33           | Portugal     | Ricardo Sérgio Rocha Azevedo        | DC/LD/LE     | Sporting Clube de Braga       |
| Médios       |              |                                     |              |                               |
| 6            | Portugal     | Armando G. Teixeira, "Petit"        | MD           | Boavista Futebol Clube        |
| 16           | Brasil       | Gilberto Galdino dos Santos, "Beto" | MD/MC        | Beira-Mar                     |
| 10           | Portugal     | Rui Costa                           | MO           | Ac Milan                      |
| 15           | Portugal     | Nuno Assis Lopes Almeida            | MO           | Vitória Sport Clube           |
| 15           | Austrália    | Kaz Patafta                         | MO           | Australian Institute of Sport |
| 10           | Grécia       | Giorgios Karagounis                 | MC/MO        | Inter de Milão                |
| Avançados    |              |                                     |              |                               |
| 9            | Angola       | Pedro Manuel Torres, "Mantorras"    | PL           | Futebol Clube de Alverca      |
| 20           | Portugal     | Simão Pedro Fonseca Sabrosa         | Ext.E/D      | FC Barcelona                  |
| 28           | Portugal     | Hélio Roque                         | Ext.E/D/C    | Benfica B                     |
| 21           | Portugal     | Nuno Miguel S. P. Ribeiro "Gomes"   | AC\PL        | A.C.F. Fiorentina             |
| 17           | Rússia       | Andrei Karyaka                      | Ext\EDC      | Krylia                        |
| 19           | Brasil       | Marcel Ortelan                      | A\PL         | Académica de Coimbra          |
| Treinador    |              |                                     |              |                               |
|              | Portugal     | Fernando Santos                     |              | AEK Atenas                    |

## 2007-08

### Equipa técnica
| Nacionalidade  | Nome             | Posição                    | Proveniente de:      |                |
| Equipa técnica | Equipa técnica   | Equipa técnica             | Equipa técnica       | Equipa técnica |
| -------------- | ---------------- | -------------------------- | -------------------- | -------------- |
| Português      | Fernando Chalana | Treinador Interino         | Benfica              |                |
| Português      | Shéu Han         | Treinador-Adjunto Interino | Benfica              |                |
| Português      | Bruno Mendes     | Preparador-Físico          | Benfica              |                |
| Português      | Luís Matos       | Treinador de Guarda-Redes  | Académica de Coimbra |                |
| Português      | Ricardo Santos   | Obs. Jogos                 | AEK Atenas           |                |

### Plantel do futebol
| N°           | Nacionalidade           | Jogador                                     | Posição      | Clube anterior                    |
| Guarda-redes | Guarda-redes            | Guarda-redes                                | Guarda-redes | Guarda-redes                      |
| ------------ | ----------------------- | ------------------------------------------- | ------------ | --------------------------------- |
| 1            | Português               | José Filipe da Silva Moreira                | GR           | Juniores                          |
| 12           | Português               | Joaquim Manuel Sampaio Silva, "Quim"        | GR           | Sporting Clube de Braga           |
| 24           | Alemão                  | Hans-Jörg Butt                              | GR           | Bayer Leverkusen                  |
| Defesas      |                         |                                             |              |                                   |
| 22           | Cabo Verdiano/Português | Nélson Augusto Tomar Marcos                 | LD/LE        | Boavista FC                       |
| 17           | Costa-marfinense        | Marc-André Zoro Kpolo                       | LD/DC        | Messina                           |
| 4            | Brasileiro              | Anderson R. Luís da Silva, "Luisão"         | DC           | Cruzeiro Esporte Clube            |
| 5            | Brasileiro              | Leonardo Lourenço Bastos, "Léo"             | LE           | Santos FC                         |
| 23           | Brasileiro              | David Luiz Moreira Marinho                  | DC           | E.C. Vitória                      |
| 33           | Romeno                  | László Sepsi                                | LE/ME        | FC Gloria Bistriţa                |
| 2            | Português               | Luís Filipe Ângelo Rodrigues Fernandes      | LD/MD        | Sp. de Braga                      |
| 3            | Brasileiro              | Edcarlos Conceição Santos                   | DC           | São Paulo Futebol Clube           |
| Médios       |                         |                                             |              |                                   |
| 6            | Português               | Armando Gonçalves Teixeira, "Petit"         | MD           | Boavista Futebol Clube            |
| 10           | Português               | Rui Manuel César Costa                      | MO           | Ac Milan                          |
| 25           | Português               | Nuno Assis Lopes Almeida                    | MO           | Vitória de Guimarães              |
| 8            | Grego                   | Konstantinos Katsouranis                    | MC           | AEK Atenas                        |
| 20           | Argentino               | Ángel Fabián Di María                       | ME           | Rosario                           |
| 14           | Uruguaio                | Maximiliano "Maxi" Pereira                  | MC           | Defensor Sporting Club            |
| 26           | Uruguaio                | Cristian Gabriel Rodríguez Barroti          | MC           | Paris Saint-Germain Football Club |
| 18           | Camaronês               | Gilles Augustin Binya                       | MC           | MC Oran                           |
| Avançados    |                         |                                             |              |                                   |
| 9            | Angolano                | Pedro Manuel Torres, "Mantorras"            | PL           | Futebol Clube de Alverca          |
| 21           | Português               | Nuno Miguel Soares Pereira Ribeiro, "Gomes" | AC\PL        | A.C.F. Fiorentina                 |
| 7            | Paraguaio               | Óscar René Cardozo                          | PL           | Newell's Old Boys                 |
| 30           | Norte-Americano/Ganês   | Fredua "Freddy" Koranteg Adu                | PL           | Real Salt Lake                    |
| 38           | Português/Congolês      | Ariza Makukula                              | PL           | C.S. Marítimo                     |

### Mudanças de treinador
| Mudanças Treinador   | Mudanças Treinador | Mudanças Treinador   | Mudanças Treinador | Mudanças Treinador | Mudanças Treinador |
| -------------------- | ------------------ | -------------------- | ------------------ | ------------------ | ------------------ |
| Saíu                 | Data               | Entrou               | Data               | Ref                |                    |
| Fernando Santos      | 2007-08-20         | José Antonio Camacho | 2007-08-20         | [ 1 ] [ 2 ]        |                    |
| José Antonio Camacho | 2008-03-09         | Fernando Chalana     | 2008-03-11         | [ 3 ]              |                    |

### Tranferências nomercardo de Inverno
Saídas: Miguel Vítor, Romeu Ribeiro, Yu Dabao e Ruben Lima (Desportivo das Aves), Marco Ferreira (Belenenses), Andrés Díaz (Banfield), Fábio Coentrão e Rafik Halliche (Nacional da Madeira), Miguelito (Braga), Bruno Costa (CS Otopeni), Gonzalo Bergessio (San Lorenzo)
Entradas: László Sepsi (Bistrita), Rafik Halliche (Hussein Dey) e Ariza Makukula (Marítimo)

## 2008/2009

### Equipa técnica
A apresentação oficial da composição da equipa técnica para a nova época foi a 29 de Maio de 2008.
| Nome               | Posição                   | Proveniente de: |
| ------------------ | ------------------------- | --------------- |
| Quique Flores      | Treinador principal       | Valencia CF     |
| Fran Escribá       | Treinador-Adjunto         | Valencia CF     |
| Emílio Alvarez     | Treinador de Guarda-Redes | Real Madrid C   |
| Diamantino Miranda | Treinador-Adjunto         | Olhanense       |
| Fernando Chalana   | Treinador-Adjunto         | Benfica         |
| Pako Ayestarán     | Preparador-Fisico         | Liverpool       |

### Plantel de futebol
| N°           | Jogador         | Posição      | Clube em 2007/2008         | Clube anterior             |
| Guarda-redes | Guarda-redes    | Guarda-redes | Guarda-redes               | Guarda-redes               |
| ------------ | --------------- | ------------ | -------------------------- | -------------------------- |
| 1            | José Moreira    | GR           | Benfica                    | Benfica Juniores           |
| 12           | Quim            | GR           | Benfica                    | Braga                      |
| 31           | Moretto         | GR           | AEK Atenas                 | AEK Atenas                 |
| Defesas      |                 |              |                            |                            |
| 4            | Luisão          | DC           | Benfica                    | Cruzeiro Esporte Clube     |
| 5            | Léo             | LE           | Benfica                    | Santos FC                  |
| 23           | David Luiz      | DC           | Benfica                    | E.C. Vitória               |
| 14           | Maxi Pereira    | LD/MD        | Benfica                    | Defensor Sporting Club     |
| 25           | Jorge Ribeiro   | LE/ME        | Boavista                   | Boavista                   |
| 28           | Miguel Vítor    | DC           | Benfica e Desp. Aves       | Desp. Aves                 |
| 27           | Sidnei          | DC           | Internacional Porto Alegre | Internacional Porto Alegre |
| Médios       |                 |              |                            |                            |
| 26           | Yebda           | MD           | Le Mans                    | Le Mans                    |
| 15           | Ruben Amorim    | MD           | Belenenses                 | Belenenses                 |
| 8            | Katsouranis     | MC/DC        | Benfica                    | AEK Atenas                 |
| 20           | Di María        | ME           | Benfica                    | Rosario                    |
| 18           | Binya           | MC           | Benfica                    | MC Oran                    |
| 10           | Pablo Aimar     | MC           | Real Zaragoza              | Real Zaragoza              |
| 11           | Javier Balboa   | MD           | Real Madrid                | Real Madrid                |
| 24           | Carlos Martins  | MC           | Recreativo de Huelva       | Recreativo de Huelva       |
| 13           | Fellipe Bastos  | MC           | Botafogo                   | Botafogo                   |
| 6            | Reyes           | ME           | Atlético de Madrid         | Atlético de Madrid         |
| Avançados    |                 |              |                            |                            |
| 9            | Pedro Mantorras | PL           | Benfica                    | Futebol Clube de Alverca   |
| 21           | Nuno Gomes      | AC\PL        | Benfica                    | A.C.F. Fiorentina          |
| 7            | Oscar Cardozo   | PL           | Benfica                    | Newell's Old Boys          |
| 19           | Ariza Makukula  | PL           | Marítimo e Benfica         | Marítimo                   |
| 16           | Urretaviscaya   | AE           | River Plate Montevideu     | River Plate Montevideu     |
| 30           | Suazo           | AC           | Inter Milão                | Inter Milão                |

### Mercado de transferências - época 2008/09
Mercado de Verão
| Entradas - Ruben Amorim - Belenenses - Hassan Yebda - Le Mans - Javier Balboa - Real Madrid - Carlos Martins - Recreativo de Huelva - Urretaviscaya - River Plate Montevideu - Jorge Ribeiro - Boavista - Pablo Aimar - Real Zaragoza - Ivan Santos - Boavista - Sidnei - Internacional Porto Alegre - Reyes - Atlético de Madrid - Moretto - regresso de empréstimo - Miguel Vítor - regresso de empréstimo - David Suazo - Inter de Milão (E) | Saídas - Hans-Jörg Butt - FC Bayern Munique - Cristian Rodríguez - não renovou - Paulo Jorge - Marítimo - Manú - Marítimo - João Coimbra - Marítimo - André Carvalhas - Rio Ave (E) - Rúben Lima - Desportivo das Aves (E) - Miguel Rosa - Desportivo das Aves (E) - Romeu Ribeiro - Desportivo das Aves (E) - Freddy Adu - AS Monaco (E) - Ivan Santos - Boavista (E) - Fábio Coentrão - Real Zaragoza (E) - Pedro Correia - Racing Ferrol - Petit - 1. FC Köln - Jailson - Coritiba - Marco Ferreira - Ethnikos Pireu - László Sepsi - Racing Santander (E) - Luís Filipe - Vitória de Guimarães (E) - Nuno Assis - Vitória de Guimarães - Bruno Costa - CS Buftea - Marc Zoro - Tiago Gomes - CA Osasuna (E) - Nélson - Betis - Edcarlos - Fluminense (E) |

Mercado de Inverno
| Entradas | Saídas - Ariza Makukula - Bolton (E) - Leo - rescisão - André Carvalhas - Olhanense (E) |

## 2009/2010

### Equipa técnica
A apresentação oficial da composição da equipa técnica para a nova época foi a 29 de Junho de 2009.
| Nome            | Posição                       | Proveniente de:                  |
| --------------- | ----------------------------- | -------------------------------- |
| Jorge Jesus     | Treinador principal           | S.C. Braga                       |
| Luís de Matos   | Treinador de Guarda-Redes     | Benfica (Juniores)               |
| Miguel Quaresma | Treinador-Adjunto (defesas)   |                                  |
| Raul José       | Treinador-Adjunto (avançados) |                                  |
| Pietra          | Treinador-Adjunto             | Benfica (gabinete de prospecção) |
| Mário Monteiro  | Preparador-Fisico             |                                  |

### Plantel de futebol
Última actualização: 11 de Agosto de 2009.
| N°           | Jogador         | Posição      | Clube em 2008/2009           | Clube anterior             |
| Guarda-redes | Guarda-redes    | Guarda-redes | Guarda-redes                 | Guarda-redes               |
| ------------ | --------------- | ------------ | ---------------------------- | -------------------------- |
| 1            | Moreira         | GR           | Benfica                      | Benfica Juniores           |
| 12           | Quim            | GR           | Benfica                      | Braga                      |
| 13           | Júlio César     | GR           | Benfica                      | Belenenses                 |
| Defesas      |                 |              |                              |                            |
| 2            | Patric          | LD           | São Caetano                  | São Caetano                |
| 3            | Shaffer         | LE           | Racing Club                  | Racing Club                |
| 4            | Luisão          | DC           | Benfica                      | Cruzeiro Esporte Clube     |
| 14           | Maxi Pereira    | LD/MD        | Benfica                      | Defensor Sporting Club     |
| 15           | Roderick        | DC           | Benfica juniores             | Benfica juniores           |
| 22           | Luís Filipe     | LD           | Vitória de Guimarães         | Benfica                    |
| 23           | David Luiz      | DC           | Benfica                      | E.C. Vitória               |
| 25           | César Peixoto   | ME           | Braga                        | Braga                      |
| 27           | Sidnei          | DC           | Benfica                      | Internacional Porto Alegre |
| 28           | Miguel Vítor    | DC           | Benfica                      | Benfica Juniores           |
| Médios       |                 |              |                              |                            |
| 5            | Ruben Amorim    | MD           | Benfica                      | Belenenses                 |
| 6            | Javi García     | MC           | Real Madrid                  | Real Madrid                |
| 8            | Ramires         | MC           | Cruzeiro                     | Cruzeiro                   |
| 10           | Pablo Aimar     | MC           | Benfica                      | Real Zaragoza              |
| 17           | Carlos Martins  | MC           | Benfica                      | Recreativo de Huelva       |
| 18           | Fábio Coentrão  | MC           | Zaragoza(E)'08/Rio Ave(E)'09 | Rio Ave                    |
| 20           | Di María        | ME           | Benfica                      | Rosario Central            |
| 26           | Yebda           | MD           | Benfica                      | Le Mans                    |
| Avançados    |                 |              |                              |                            |
| 7            | Oscar Cardozo   | PL           | Benfica                      | Newell's Old Boys          |
| 9            | Pedro Mantorras | PL           | Benfica                      | Futebol Clube de Alverca   |
| 11           | Keirrison       | AC           | Palmeiras                    | Barcelona                  |
| 16           | Urreta          | AE           | Benfica                      | River Plate Montevideu     |
| 19           | Weldon          | AC           | Cruzeiro'08/Sport Recife'09  | Sport Recife               |
| 21           | Nuno Gomes      | AC\PL        | Benfica                      | A.C.F. Fiorentina          |
| 30           | Saviola         | AC           | Real Madrid                  | Real Madrid                |

### Mercado de transferências - época 2009/10
Mercado de Verão
| Entradas - Ramires - Cruzeiro - Patric - São Caetano - Shaffer - Racing Club - Saviola - Real Madrid - Javi García - Real Madrid - Weldon - Sport Recife - Keirrison - FC Barcelona(E) - Júlio César - Belenenses - César Peixoto - Braga - Leandro da Silva - Coritiba | Saídas - Katsouranis - Panathinaikos - Miguel Rosa - Carregado(E) - Ivan Santos - Carregado(E) - Ruben Lima - Vitória de Setúbal(E) - André Carvalhas - Fátima(E) - João Pereira - Fátima(E) - David Simão - Fátima(E) - Romeu Ribeiro - Trofense(E) - László Sepsi - Racing Santander(E) - Binya - Neuchâtel(E) - Fellipe Bastos - Belenenses(E) - Leandro da Silva - Vitória de Guimarães(E) - Makukula - Kayserispor(E) - Marcelo - rescisão - José Antonio Reyes - fim de empréstimo - David Suazo - fim de empréstimo | Sem situação definida - Jorge Ribeiro - Javier Balboa |

## 2010/11

### Equipa técnica
| Nome             | Posição                       | Proveniente de:                  |
| ---------------- | ----------------------------- | -------------------------------- |
| Jorge Jesus      | Treinador principal           | S.C. Braga                       |
| Luís de Matos    | Treinador de Guarda-Redes     | Benfica (Juniores)               |
| Miguel Quaresma  | Treinador-Adjunto (defesas)   |                                  |
| Raul José        | Treinador-Adjunto (avançados) |                                  |
| Minervino Pietra | Treinador-Adjunto             | Benfica (gabinete de prospecção) |
| Mário Monteiro   | Preparador-Fisico             |                                  |

### Plantel de futebol
Última actualização: 21 de Agosto de 2010.
| N°           | Jogador         | Posição      | Clube em 2009/2010              | Clube anterior                            |
| Guarda-redes | Guarda-redes    | Guarda-redes | Guarda-redes                    | Guarda-redes                              |
| ------------ | --------------- | ------------ | ------------------------------- | ----------------------------------------- |
| 1            | Moreira         | GR           | Benfica                         | Benfica Juniores                          |
| 12           | Roberto         | GR           | Real Zaragoza                   | Atlético de Madrid                        |
| 13           | Júlio César     | GR           | Benfica                         | Botafogo                                  |
| Defesas      |                 |              |                                 |                                           |
| 4            | Luisão          | DC           | Benfica                         | Cruzeiro                                  |
| 14           | Maxi Pereira    | DD           | Benfica                         | Defensor                                  |
| 22           | Luís Filipe     | DD           | Benfica                         | Vitória de Guimarães                      |
| 3            | Fábio Faria     | DC/DE        | Rio Ave FC                      | Rio Ave FC                                |
| 23           | David Luiz      | DC           | Benfica                         | Vitória                                   |
| 25           | César Peixoto   | DE           | Benfica                         | Braga                                     |
| 27           | Sidnei          | DC           | Benfica                         | Internacional de Porto Alegre             |
| 28           | Miguel Vítor    | DC           | Benfica                         | Benfica juniores                          |
| 18           | Fábio Coentrão  | DE           | Benfica                         | Zaragoza '08 (emp.) /Rio Ave '09 (emp.) ] |
| Médios       |                 |              |                                 |                                           |
| 5            | Ruben Amorim    | MC           | Benfica                         | Belenenses                                |
| 6            | Javi García     | MDC          | Benfica                         | Real Madrid                               |
| 8            | Salvio          | MC           | Atlético Madrid                 | Atlético Madrid                           |
| 10           | Pablo Aimar     | MAC          | Benfica                         | Real Zaragoza                             |
| 17           | Carlos Martins  | MAC          | Benfica                         | Recreativo de Huelva                      |
| 24           | Balboa          | ED           | Benfica (res.)/Cartagena (emp.) | Real Madrid                               |
| 20           | "Nico" Gaitán   | EE/MO        | Boca Juniors                    | Boca Juniors                              |
| 16           | Felipe Menezes  | MAC          | Benfica                         | Goiás                                     |
| 2            | Airton          | MDC          | Benfica                         | Flamengo                                  |
| Avançados    |                 |              |                                 |                                           |
| 7            | Óscar Cardozo   | PL           | Benfica                         | Newell's                                  |
| 9            | Pedro Mantorras | PL           | Benfica                         | F.C. Alverca                              |
| 19           | Weldon          | PL           | Benfica                         | Sport Recife                              |
| 21           | Nuno Gomes      | AC           | Benfica                         | Fiorentina                                |
| 30           | Saviola         | AC           | Benfica                         | Real Madrid                               |
| 31           | Alan Kardec     | PL           | Benfica                         | Internacional de Porto Alegre             |
| 11           | Franco Jara     | AC           | Arsenal de Sarandí              | Arsenal de Sarandí                        |

Última actualização: 21 de Agosto de 2010.
| N°           | Jogador      | Posição      | Clube em 2009/2010 | Clube anterior     |
| Guarda-redes | Guarda-redes | Guarda-redes | Guarda-redes       | Guarda-redes       |
| ------------ | ------------ | ------------ | ------------------ | ------------------ |
| 1            | Moreira      | GR           | Benfica            | Benfica Juniores   |
| 12           | Roberto      | GR           | Real Zaragoza      | Atlético de Madrid |
| 13           | Júlio César  | GR           | Benfica            | Botafogo           |
| Defesas      |              |              |                    |                    |
| 4            | Luisão       | DC           | Benfica            | Cruzeiro           |

## Jogadores

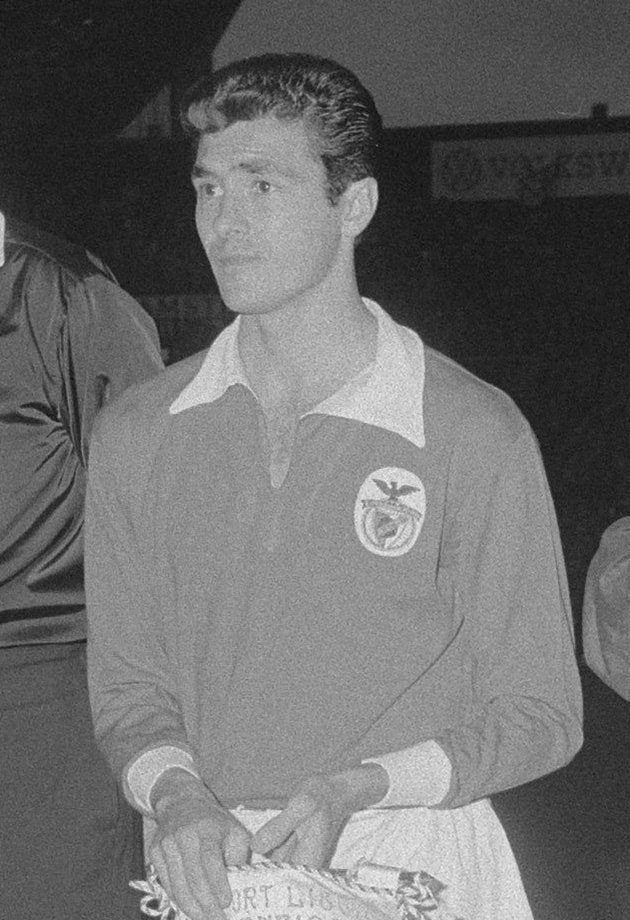
José Águas após a conquista da 1ª Taça dos Campeões Europeus pelo Benfica

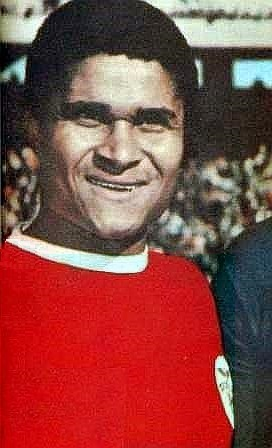
Eusébio no Benfica em 1968

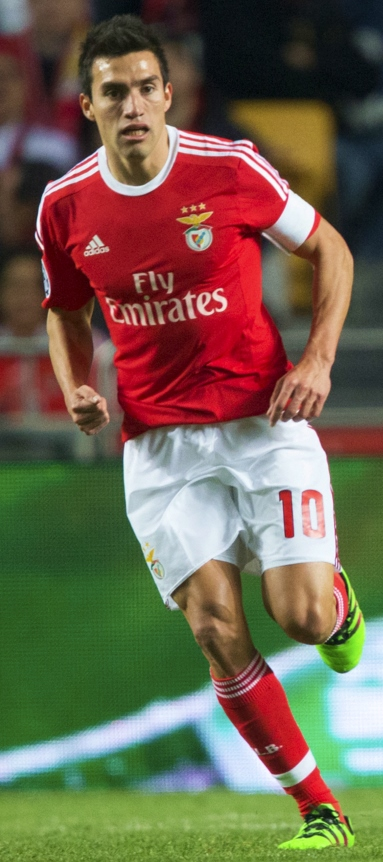
Nicolás Gaitán no Benfica em 2016

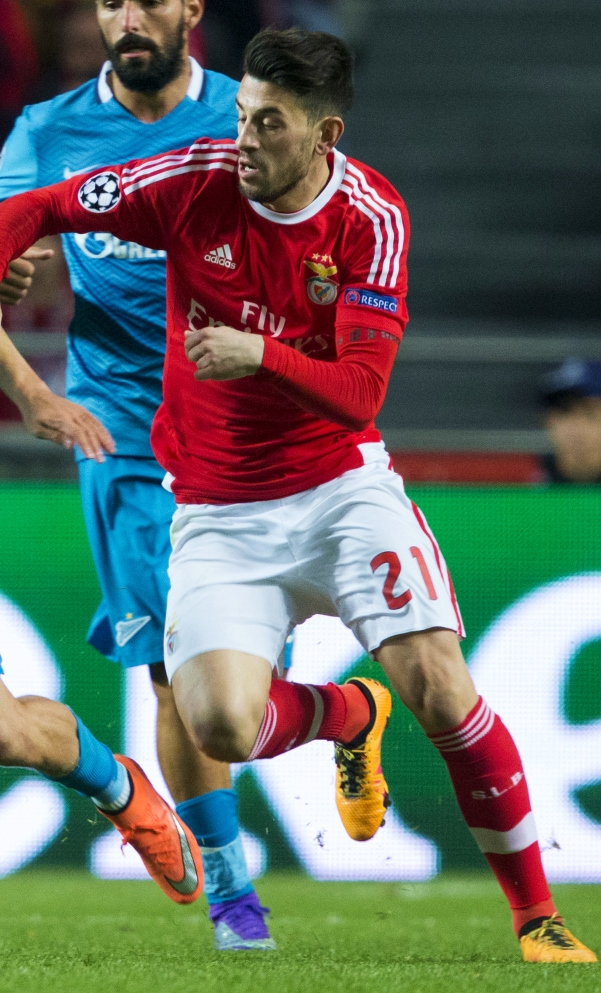
Pizzi no Benfica em 2016

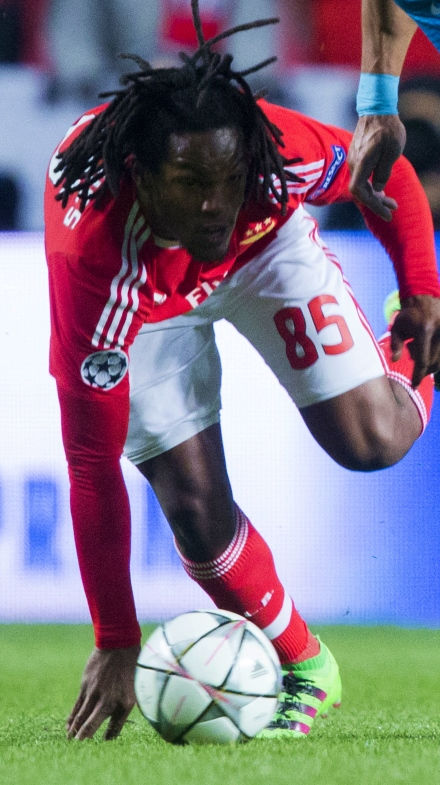
Renato Sanches no Benfica em 2016, um dos grandes jovens talentos formados no Benfica, a 10 de maio de 2016 transferiu-se para o Bayern de Munique por 35 milhões de euros.

| Nome               | Nacionalidade           | Posição                                         | Carreira            | Jogos | Golos |
| ------------------ | ----------------------- | ----------------------------------------------- | ------------------- | ----- | ----- |
| José Águas         | Portuguesa              | Avançado (Ponta de Lança)                       | 1950–1963           | 379   | 378   |
| Eusébio            | Portuguesa              | Avançado                                        | 1960–1975           | 351   | 345   |
| Michel Preud'homme | Belga                   | Guarda redes                                    | 1994–1999           | 201   | 0     |
| Karel Poborský     | Checa                   | Médio (Médio Direito) / (Médio Centro)          | 1998–2001           | 112   | 17    |
| Hugo Porfírio      | Portuguesa              | Avançado / Médio (Médio Esquerdo)               | 1998–2000 2001–2002 | 18    | 2     |
| Tomislav Šokota    | Croata                  | Avançado                                        | 2001–2005           | 79    | 28    |
| Tiago              | Portuguesa              | Médio (Médio Centro) / (Médio Defensivo)        | 2002–2004           | 92    | 25    |
| Luisão             | Brasileira / Portuguesa | Defesa central                                  | 2003–               | 473   | 44    |
| Óscar Cardozo      | Paraguaia               | Ponta de lança                                  | 2007–2014           | 232   | 112   |
| Fábio Coentrão     | Portuguesa              | Lateral                                         | 2007-2011           | 97    | 8     |
| Nicolás Gaitán     | Argentina               | Médio                                           | 2010–2016           | 253   | 41    |
| Nolito             | Espanhola               | Avançado (Extremo Esquerdo) / (Ponta de Lança)  | 2011–2013           | 63    | 16    |
| Lima               | Brasileira / Portuguesa | Avançado (Ponta de Lança)                       | 2012–2015           | 144   | 70    |
| Lazar Marković     | Sérvia                  | Avançado (Extremo Direito) / (Extremo Esquerdo) | 2013–2014           | 49    | 7     |
| Pizzi              | Portuguesa              | Médio Direito / Médio Ofensivo                  | 2013–               | 71    | 11    |
| Júlio César        | Brasileira              | Guarda redes                                    | 2014–               | 64    | 0     |
| Jonas              | Brasileira / Italiana   | Avançado (Ponta de Lança)                       | 2014–               | 77    | 64    |
| Kostas Mitroglou   | Grega / Alemã           | Avançado (Ponta de Lança)                       | 2015–               | 41    | 22    |
| Mehdi Carcela      | Marroquina              | Médio                                           | 2015–2016           | 33    | 3     |
| Raúl Jiménez       | Mexicana                | Avançado (Ponta de Lança)                       | 2015–               | 40    | 10    |
| Renato Sanches     | Portuguesa              | Médio (Médio Centro) / (Médio Ofensivo)         | 2015–2016           | 34    | 2     |
| Álex Grimaldo      | Espanhola               | Defesa Esquerdo / Médio Esquerdo                | 2015–2016           | 4     | 0     |
| Franco Cervi       | Argentina               | Médio / Extremo Esquerdo                        | 2016–               | 0     | 0     |
| André Carrillo     | Peruana                 | Avançado / Extremo Esquerdo                     | 2016–               | 0     | 0     |
| André Horta        | Portuguesa              | Médio Centro                                    | 2016–               | 0     | 0     |

Gr-Bruno Varela
Gr-Mile Svilar
Gr-Paulo Lopes
Def-Grim
1. ↑  «Comunicado oficial da saída de Fernando Santos»
2. ↑  «Primeiro treino orientado por Camacho»
3. ↑  «Comunicado oficial da saída de José Antonio Camacho»
4. ↑  «SLBenfica.pt - Seis técnicos... um conceito, 29/5/2008»
5. ↑  «Benfica: Pietra e Luís Matos reforçam equipa técnica de Jesus»
6. ↑  «Equipa técnica de Jorge Jesus (parcial)»
7. ↑  «Título ainda não informado (favor adicionar)»